# Пий II
Вижте пояснителната страница за други личности с името Пий.
Пий II (на латински: Pius PP. II, със светско име Енеа Силвио Пиколомини, на италиански: Enea Silvio Piccolomini) е 210-ия по ред папа на Римокатолическата църква, заемащ папския престол от 19 август 1458 г. до 14 август 1464 г. Основател е на Витлеемския орден. Представител на рода Пиколомини.
Бъдещият папа е роден на 18 октомври 1405 г. в Корсиняно (днес Пиенца) около Сиена. Учил в Сиенския университет. Младият хуманист четял произведенията на Цицерон, Тит Ливий и подражавайки на римските поети, писал еротични стихове. До 1430 изпълнявал функциите на секретар на трима епископи и трима кардинали, проявявайки големи дипломатически способности.
На 40-годишна възраст приел свещенически сан и постъпил на служба при Евгений IV, който го назначил за епископ на Сиена, а след това го направил и кардинал.
През 1458 г., след бурен конклав, той бил избран за папа. Приел имато Пий, в чест на латинския поет Вергилий, който наричал „набожен“ (лат. pius) патрона на папата – митичния Еней, предтечата на римляните.
Като хуманист, Пий II поддържал развитието на културния живот при папския двор. Самият той се интересувал от класическа литература, прекарвайки нощи в четене на латински поети или писането на личния му дневник. Той оставил единствената известна до наши дни папска автобиография „Коментари“. Нейният ръкопис се съхранява във Ватиканската библиотека.
Племенникът на Пий II – Франческо Пиколомини става папа под името Пий III за едва 26 дни през 1503 година.
С Пий II са свързани последните усилия за общохристиянски кръстоносен поход. Той е изправен пред нежеланието на европейските държави да се противопоставят на турското нашествие и затова сам приема кръста на 18 юли 1464 г. Отправя се към Анкона, за да вдъхнови с личния си пример западните християни, но се разболява и умира на 14 август. С това времето на общ християнски ентусиазъм и действия срещу турците приключва и настъпва епохата на националните държави с техните специфични интереси:с. 227.